# Nglewan
Nglewan is een bestuurslaag in het regentschap Ponorogo van de provincie Oost-Java, Indonesië. Nglewan telt 2338 inwoners (volkstelling 2010).